# 西福寺 (東京都北区)
西福寺（さいふくじ）は、東京都北区にある真言宗豊山派の寺院。

## 概要
平安時代末期から鎌倉時代初期、武蔵国豊島郡の豪族で鎌倉幕府御家人だった豊島清光の開基である。清光の娘の菩提を弔うために創建した。
江戸六阿弥陀霊場1番札所でもある。
境内に入ると、観音菩薩像がある。これはサイパンの戦いで戦死した犠牲者の遺骨を納めたものである。現地の彩帆神社にちなみ「彩帆観音」と名付けられた。
また、幕末期に土佐国で僧侶の純信と禁断の恋をしたことで知られるお馬が、晩年に東京府北豊島郡滝野川村（現在の東京都北区滝野川）に移り住んだため、お馬の供養塔がある。

## 交通アクセス
- 王子駅より徒歩13分。